# Oṃ namaḥ Śivāya

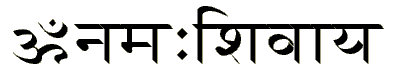
Om Namah Śivaya in scrittura devanagari

Oṃ namaḥ Śivaya (oppure Śivāya namaḥ Oṃ, frequentemente anche nella grafia Om Namah Shivaya) è uno dei mantra più celebri e recitati, nonché il mantra shivaita per eccellenza della religione induista. Questa formula sacra sanscrita ha diversi significati; essa si appella a Dio come Śiva, una forma di Īśvara (l'aspetto personale di Dio) e può essere tradotta come "Signore, sia fatta la Tua volontà", oppure "Mi arrendo a Te, Dio". È considerato uno dei mantra più completi e potenti.

## Struttura

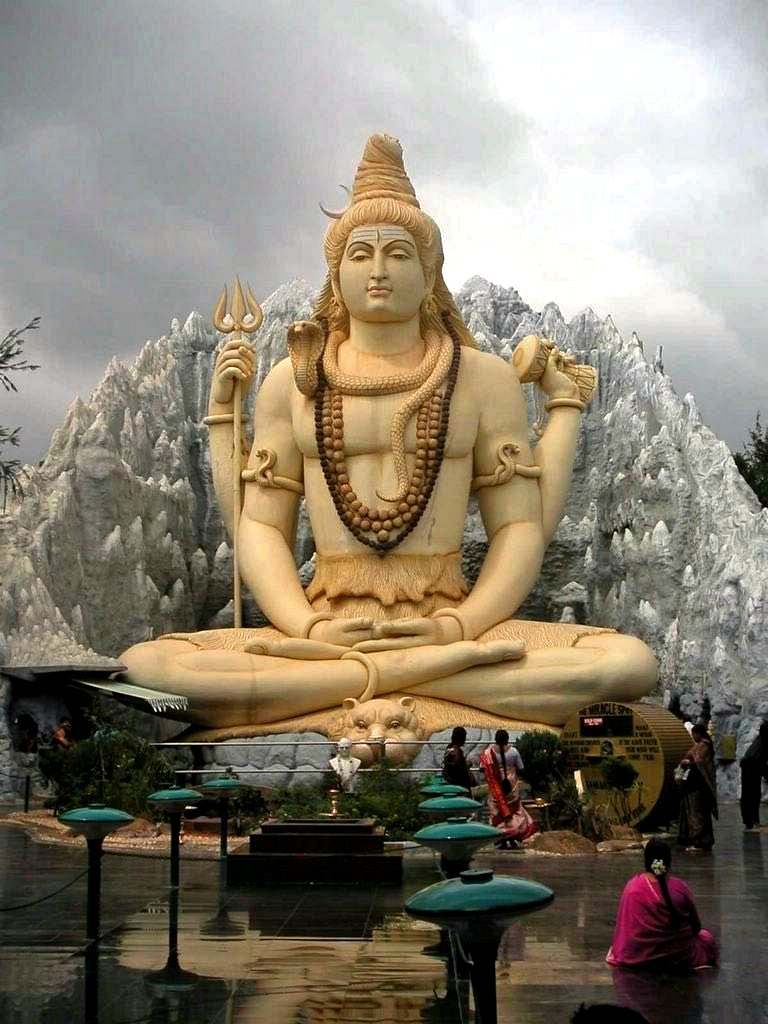
Tempio di Śiva a Bangalore, India

Segue un'analisi delle tre parole che compongono il mantra.

### Oṃ
La sacra sillaba Oṃ o Aum, il suono primordiale, considerato il mantra per eccellenza, viene usato come prefisso nella maggior parte dei mantra induisti per potenziarne gli effetti benefici.

### Namaha
In sanscrito, namah significa letteralmente "arrendersi", "abbandonarsi"; indica in senso lato l'atteggiamento di resa totale del devoto nei confronti della Divina Volontà. È un termine usato in molti mantra e bhajan.

### Śivaya
Nell'articolato pantheon induista, Śiva è la terza Persona della Trimurti (il triplice aspetto del Divino: creazione, preservazione e dissoluzione), all'interno della quale si distingue per essere il distruttore del falso, dell'ignoranza, dell'ego, delle cattive tendenze.
Tuttavia, essendo l'Induismo molto vicino all'enoteismo, nello Śivaismo l'aspetto ultimo di Dio assume la forma dello stesso Śiva; così, questo mantra è considerato dallo Śivaita il più completo e potente in assoluto.
Il suffisso -ya in sanscrito significa "a te".

## Utilizzazione
La formula Oṃ namaḥ Śivāya si presta sia ad un uso prettamente "mantrico" (ovvero il Namasmarana, la semplice ripetizione – parlata o mentale – del nome di Dio) sia ad un impiego in ambito più devozionale, come ad esempio nei bhajan. Molti canti devozionali dedicati a Śiva (ma non solo) includono all'interno del proprio testo questo mantra particolare, oppure sono composti esclusivamente da ripetizioni dello stesso.
Si riporta come esempio uno dei bhajan shivaiti più famosi, in cui il mantra Om Namah Śivaya viene celebrato come l'invocazione ideale per esprimere la propria devozione e resa a Dio:
| Bolo Bolo Sabmil Bolo Om Namah Śivaya Om Namah Śivaya Om Namah Śivaya Bolo Bolo Sabmil Bolo Om Namah Śivaya Jutajata Men Ganga Dhari Trishula Dhari Damaru Bhajaye Dama Dama Dama Dama Damaru Bhaje Gunja Utha Om Namah Śivaya Om Namah shivaya Om Namah Śivaya Hari Om Namah Śivaya | Cantiamo, cantiamo insieme "mi arrendo a Te, Śiva" Mi arrendo a Te, Śiva, mi arrendo a Te, Śiva, Cantiamo, cantiamo insieme "mi arrendo a Te, Śiva" Dai cui folti capelli sgorga il fiume Gange Cantiamo con il tamburo a Colui che regge il tridente Cantiamo insieme al continuo suono del tamburo La cui eco si propaga nell'universo: mi arrendo a Te, Śiva Mi arrendo a Te, Śiva Mi arrendo a Te, Signore |
| N.B. Per il significato dei simboli espressi in questo canto, si veda la sezione Attributi corporei della voce Śiva. | |

## Om Namah Shivaya nei media
- Nel film Indiana Jones e il tempio maledetto, quando i thugs sacrificano un poveretto alla dea Kālī gettandolo nel fuoco, questi ripete ossessivamente Oṃ namaḥ Śivāya per farsi coraggio.
- Nel film Piccolo Buddha, durante la visita che egli chiede di fare al di fuori delle mura di palazzo, Siddharta incontra prima dei vecchi, poi alcune persone intente a lavorare e, infine, dei brahmini che bruciano sulla pira funeraria un corpo, ripetendo il nome di Narayana e Oṃ namaḥ Śivāya.
- Il chitarrista inglese Steve Hillage ha dedicato al mantra il brano Oṃ namaḥ Śivāya, che figura nell'album L del 1976.